# Élection cantonale de 1889 dans le canton de Dunkerque-Est
Les élections cantonales dans le canton de Dunkerque-Est se déroulent le 28 juillet 1889.

## Canton
Le canton de Dunkerque-Est est composé en 1889 des communes suivantes : Bray-Dunes, Coudekerque, Coudekerque-Branche, Dunkerque-Est, Leffrinckoucke, Rosendaël, Téteghem, Uxem, Zuydcoote.

## Contexte
Ce canton est détenu depuis 1871 par Gustave Lemaire (Conservateur) ancien maire de Dunkerque, aucun concurrent à ces éléctions.

## Résultats[1]
- Conseiller général sortant : Gustave Lemaire  (Conservateur)

| Candidat                     | Candidat         | Parti        | Premier tour | Premier tour | Second tour | Second tour |
| Candidat                     | Candidat         | Parti        | Voix         | %            | Voix        | %           |
| ---------------------------- | ---------------- | ------------ | ------------ | ------------ | ----------- | ----------- |
|                              | Gustave Lemaire* | Conservateur | 2 810        | 87,07        |             |             |
|                              |                  |              |              |              |             |             |
| Inscrits                     | Inscrits         | Inscrits     | 6 670        | 100,00       |             |             |
| Abstentions                  | Abstentions      | Abstentions  | 3 443        | 51,61        |             |             |
| Votants                      | Votants          | Votants      | 3 227        | 48,38        |             |             |
| Blancs et nuls               |                  |              |              |              |             |             |
| Exprimés                     |                  |              |              |              |             |             |
| * Conseiller général sortant |                  |              |              |              |             |             |